# Gornje Plavnice
Gornje Plavnice est un village croate situé dans le comitat de Bjelovar-Bilogora en Slavonie.